# Ludovico il Pio
Ludovico I, o Luigi I (Casseuil-sur-Garonne, 16 aprile 778 – Ingelheim am Rhein, 20 giugno 840), detto Ludovico il Pio o Ludovico il Benevolo, (in francese Louis le Pieux o Louis le Débonnaire e in tedesco è Ludwig der Fromme) è stato re dei Franchi e imperatore dell'Impero carolingio dall'814 all'840.
Durante il suo regno in Aquitania, Ludovico fu incaricato della difesa sulla frontiera sud-occidentale dell'impero.  Egli conquistò Barcellona dall'Emirato di Cordova nell'801 e affermò l'autorità franca su Pamplona e sui Baschi a sud dei Pirenei  nell'812. Come imperatore incluse i suoi figli adulti, Lotario, Pipino e Ludovico II per stabilire un'adeguata divisione del regno tra di loro.  Il primo decennio del suo regno fu caratterizzato da tragedie e imbarazzi, in particolare il trattamento brutale di suo nipote Bernardo d'Italia, per il quale Ludovico espiò in un atto pubblico di autoumiliazione.
Negli anni '30 del IX secolo il suo impero fu lacerato dalla guerra civile tra i suoi figli, esacerbata solo dai tentativi di Ludovico di includere il figlio Carlo il Calvo, avuto dalla seconda moglie, nei piani di successione.  Sebbene il suo regno si sia concluso con una nota positiva, con l'ordine in gran parte ripristinato nel suo impero, fu seguito da tre anni di guerra civile.  Ludovico il Pio è generalmente paragonato sfavorevolmente a suo padre, sebbene i problemi che dovette affrontare fossero di un tipo nettamente diverso.

## Biografia
Ludovico nacque a Casseuil-sur-Garonne, nell'attuale Gironda, in Francia, quarto figlio legittimo di Carlo Magno e di Ildegarda. Fin dall'infanzia, raccontano i biografi, fu molto religioso. Ludovico fu incoronato re di Aquitania ancora bambino, nel 781, e là inviato con un reggente e una corte per governare la regione, reprimere le ribellioni delle popolazioni sottomesse e cercare altresì di estendere il regno oltre i Pirenei.
Nel 793, fu inviato in Italia in appoggio del fratello Pipino in lotta contro il duca di Benevento. Tornato in Aquitania, sposò Ermengarda, figlia del conte Ingram, che gli darà sei figli.
Attaccò la Spagna nel 799 distruggendo Lérida: «Dopo questo e dopo che le restanti città furono saccheggiate e incendiate, Ludovico avanzò fino a Huesca. Il territorio della città, ricco di frutteti, fu falciato dalle soldatesche, devastato e bruciato». Accompagnò il padre nell'800 in una delle sue numerose spedizioni contro i Sassoni. Gli attacchi militari nella Spagna dei Mori si susseguirono negli anni successivi: nell'804 fu la volta di Barcellona a essere cinta d'assedio e presa per fame: Ludovico festeggiò con un Te Deum di ringraziamento nella città conquistata. Nell'806 Tortosa e la provincia di Valencia sono devastate in una incursione e la spedizione viene ripetuta l'anno dopo con successo e grande gioia per il bottino guadagnato. D'altra parte, Ludovico non era in grado di controllare il territorio e quelle imprese si risolvevano in pure scorrerie.
Ludovico il Pio (chiamato così su istigazione del pontefice) era un sovrano molto debole e insicuro di sé anche con i propri familiari. Il nuovo imperatore non ebbe vita facile anche perché dovette combattere contro i suoi tre figli più grandi: Lotario, Pipino e Ludovico il Germanico. I tre figli maggiori si ribellarono al padre, perché non ritenevano giusto dividere l'impero con l'ultimo nato Carlo il Calvo. Scoppiò così una lunga guerra tra fratelli e figli, che durò fin dopo la morte di Ludovico il Pio e uno dei figli: Pipino.
Solo nell'843, con il Trattato di Verdun, terminò il conflitto tra i Carolingi, come sono chiamati i discendenti di Carlo Magno. L'impero fu diviso in tre parti fra i figli superstiti di Ludovico il Pio: Carlo il Calvo ebbe il regno dei Franchi occidentali, cioè all'incirca la Francia di oggi; a Ludovico il Germanico andò il regno dei Franchi orientali, cioè la Germania attuale; Lotario diventò imperatore e re d'Italia, ed inoltre ebbe una lunga porzione di territorio europeo compreso tra il Mare del Nord ed il Lazio a sud, il cosiddetto "regno centrale".

### La successione di Carlo Magno

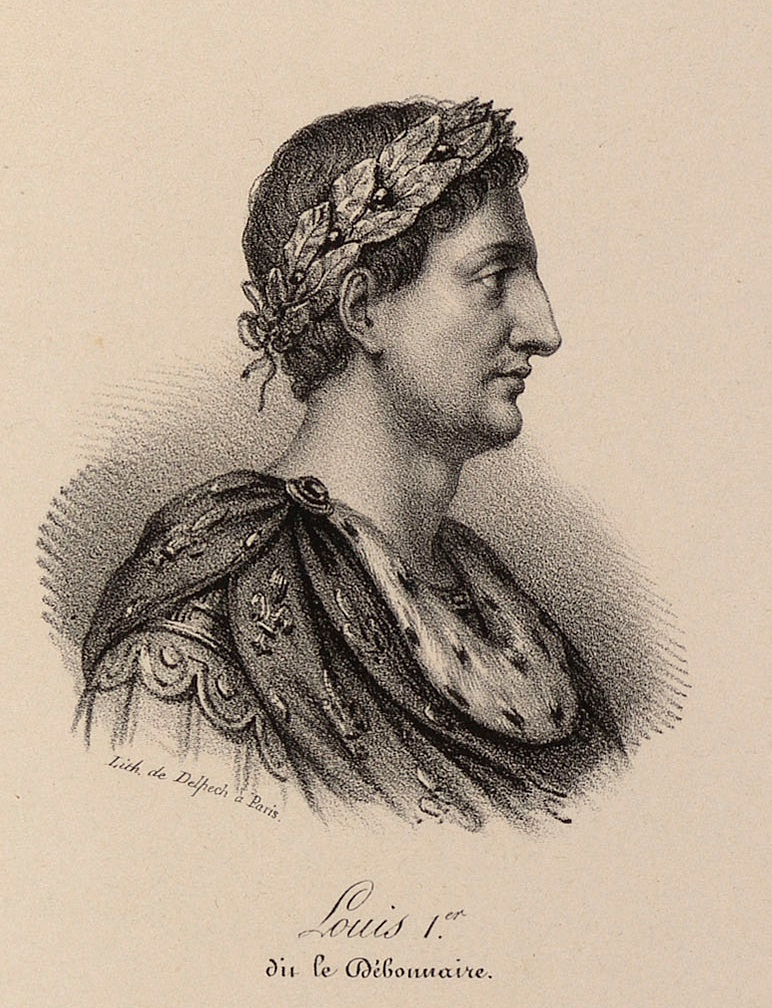
Ludovico I il Pio, incisione settecentesca di François-Séraphin Delpech.

Come nella consuetudine dei Franchi, si pensava che Ludovico avrebbe dovuto ripartire la sua eredità con i suoi fratelli, Carlo il Giovane e Pipino re d'Italia. Il figlio primogenito di Carlo Magno, Pipino il Gobbo, era stato considerato illegittimo secondo le abitudini dell'epoca e, dopo la scoperta, nel 792, di un infruttuoso tentativo di rivolta contro il padre, fu rinchiuso a vita in un monastero.
Nella Divisio Regnorum (806), Carlo Magno aveva designato come suo successore Carlo il Giovane nominandolo imperatore e re dei Franchi, aggiungendo però ai possessi di Ludovico anche la Settimania, la Provenza e parte della Borgogna, unendoli al regno di Aquitania. Ma gli altri figli legittimi di Carlo Magno morirono, Pipino nell'810 e Carlo, re di Neustria, nell'811; così Ludovico fu incoronato co-imperatore con Carlo Magno nell'813.

### L'incoronazione imperiale

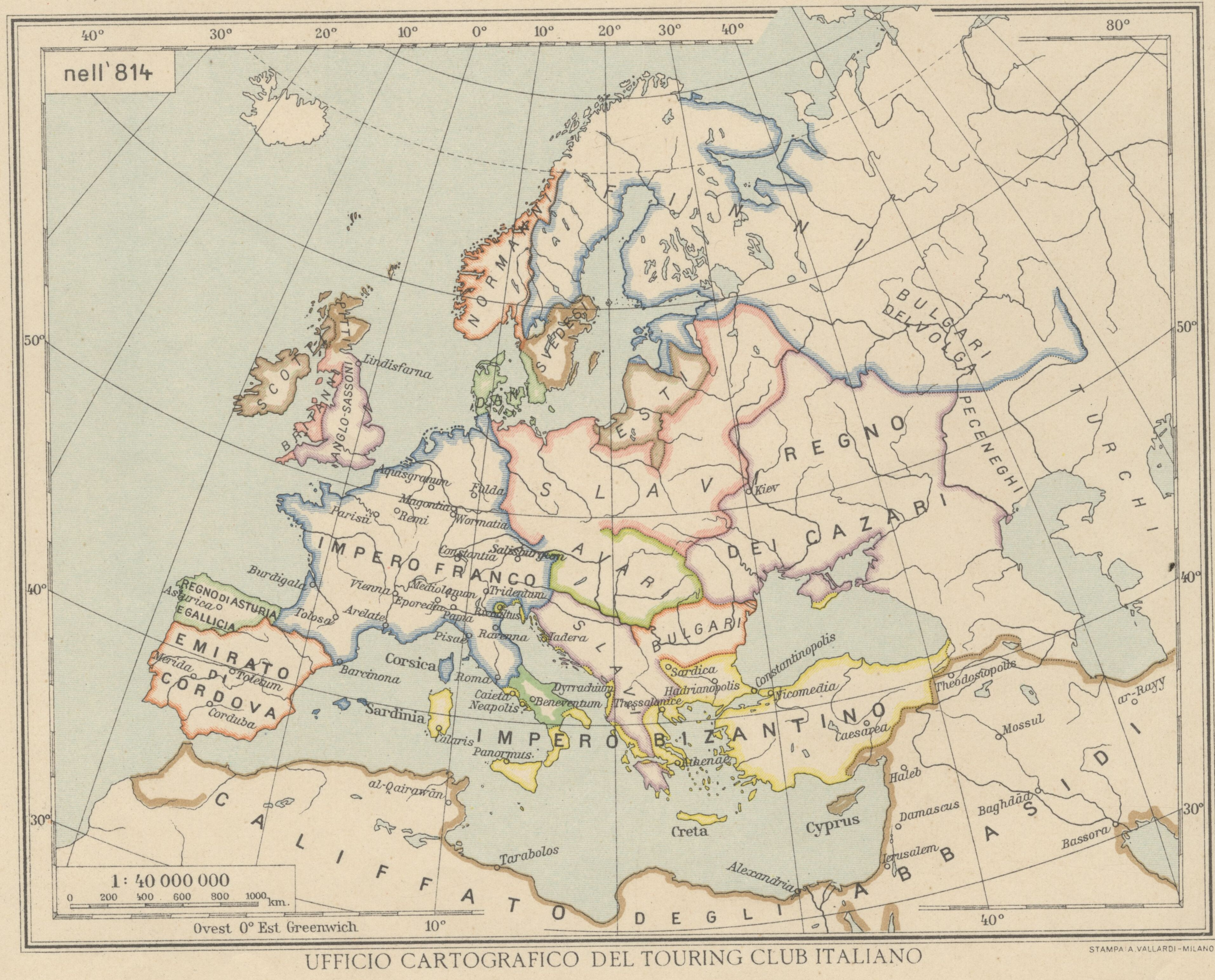
Mappa dell'Europa nell'814

Alla morte del padre nell'814, ereditò l'intero Impero carolingio e tutti i suoi possedimenti. Fu incoronato imperatore da papa Stefano IV nella Cattedrale di Reims con l'olio santo contenuto nella santa Ampolla nell'816. Ludovico si avvalse di Benedetto d'Aniane, un nobile visigoto originario della Settimania e fondatore di monasteri per riformare la chiesa franca.

### Lo stato religioso
Ludovico, probabilmente influenzato dalle pratiche religiose della vecchiaia di suo padre Carlo e da Benedetto di Aniane, vide come soluzione alla debolezza del potere centrale, che faticava a imporre la sua autorità nel vastissimo impero, la riforma innanzitutto spirituale, con la promulgazione di un impero cristiano ordinato e sereno, coeso non tanto dall'aderenza giuridica a determinate leggi ma da una profonda consapevolezza religiosa.
Una delle riforme primarie fu accertarsi che tutte le case religiose nel regno di Ludovico aderissero alla Regola di San Benedetto.
Durante un concilio ad Aquisgrana stabilì una prima riforma ecclesiastica, che aveva come principio la separazione tra potere spirituale e potere temporale. Nella pratica il principio era impossibile da applicare, poiché lo stesso Carlo Magno si era servito dell'organizzazione ecclesiastica come base per quella amministrativa e lo status quo, con vescovi e abati spesso appartenenti alla migliore aristocrazia franca, non poteva essere ribaltato facilmente. Esisteva inoltre il fenomeno delle cosiddette Chiese private, con luoghi di culto tenuti in proprietà privata sia da ecclesiastici che da laici, che li gestivano liberamente sfruttandone le rendite (diremmo oggi una Chiesa "imprenditoriale").

### La cruenta deposizione di Bernardo d'Italia

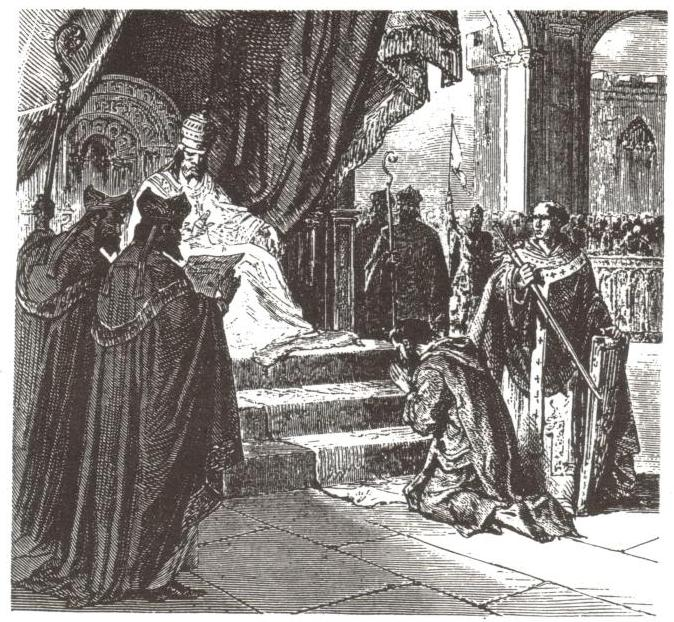
Ludovico il Pio che fa ammenda ad Attigny nell'822

Subito dopo la sua ascesa, Ludovico aveva assicurato la sua posizione come imperatore con una "purga morale", con la quale aveva mandato tutti i suoi fratellastri illegittimi nei monasteri e aveva costretto tutte le sue sorelle nubili a farsi suore: questa paura di perdere il potere era figlia dell'atmosfera di intrigo e di violenza che dominava la corte di Aquisgrana, alla quale nemmeno il "Pio" era estraneo.
La sua politica aggressiva raggiunse il culmine con la lotta contro suo nipote Bernardo, re d'Italia, figlio del defunto fratello Pipino. Nell'817 Bernardo si ribellò contro Ludovico per essere stato esautorato dalla sua legittima carica di re d'Italia.
Nell'818, dopo la repressione della rivolta, Ludovico fece imprigionare ed accecare Bernardo, che morì dopo tre giorni di atroci sofferenze. Fu poi costretto dai grandi ecclesiastici dell'impero a fare penitenza per aver causato la morte di Bernardo, e così fece ammenda ad Attigny nell'822, davanti ai nobili del regno. Nonostante questo il delitto gravò la sua coscienza per tutta la vita e la pubblica ammenda lo screditò agli occhi dell'aristocrazia, riducendo notevolmente il suo prestigio come governante.

### La debolezza dell'imperatore
Ludovico fu consigliato da Benedetto d'Aniane fino all'821, anno della sua morte. Dopo di lui fu sorretto da Adalardo, suo congiunto, e dal vescovo di Lione Agobardo, una figura dotta ed energica.
Queste figure però erano interessate soprattutto al futuro della Chiesa ed all'aspetto spirituale piuttosto che a quello temporale, per questo il paese era soggetto sempre più liberamente all'aristocrazia locale che ormai spadroneggiava.

### LaOrdinatio Imperii

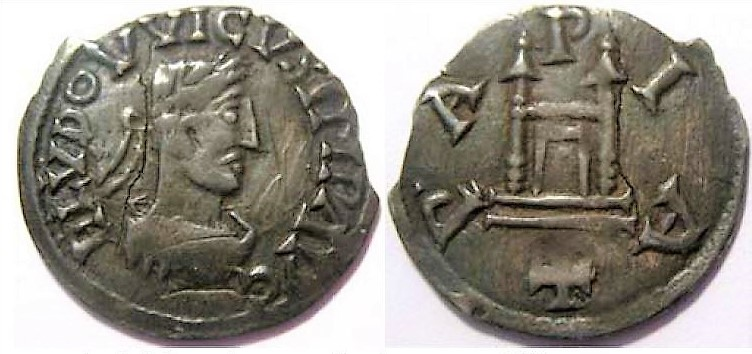
Un denaro di Ludovico, zecca di Pavia.

Nell'anno 817, Ludovico emise la Ordinatio imperii, un decreto che esponeva i programmi per una ordinata successione, secondo la tradizione franca, assegnando ai tre figli avuti da Ermengarda di Hesbaye il governo di alcuni territori dell'Impero: Lotario, associato al trono imperiale, venne incoronato re d'Italia, mentre a Pipino venne assegnata l'Aquitania e a Ludovico la Baviera. In conseguenza di ciò, il titolo di rex Francorum et Langobardorum divenne parte integrante del titolo imperiale. Fu in questo momento che il Regnum Italicum, che fino ad allora aveva indicato genericamente i territori sottratti ai Longobardi, acquisì una consistenza effettiva.
Dopo la morte di Ermengarda, si risposò con Giuditta di Baviera e nell'823 ebbe un quarto figlio, Carlo, che aggravò con la sua presenza il meccanismo di successione: sua madre era infatti una tempra forte ed agguerrita e cercò in tutti i modi di inserire suo figlio nella successione imperiale, incontrando la rigida resistenza degli altri figli.
L'ultimo decennio del regno di Ludovico fu così contrassegnato dalla guerra civile. Nell'829 Ludovico I decise di assegnare alcuni territori a Carlo, scatenando una guerra civile che scemò poi solo perché l'aristocrazia non aveva nessun interesse a portarla avanti. Nell'830, i tre fratelli invasero le terre del padre, forzandolo ad abdicare a favore di Lotario, e fu così che Ludovico e Giuditta vennero confinati in un monastero.
Ma Ludovico riprese il potere l'anno successivo e Lotario fu privato non soltanto del titolo imperiale, ma anche del regno d'Italia, che fu destinato a Carlo. Pipino si rivoltò, seguito da Ludovico il Germanico nell'832. Lotario, con il sostegno di papa Gregorio IV, si unì alla sommossa nell'833 e lo fece destituire nell'assemblea di Compiègne da parte dell'arcivescovo di Reims Ebbone. I fratelli sconfissero il padre e lo imprigionarono con Carlo. Giuditta fu inviata in un convento, mentre Pipino e Ludovico il Germanico si annetterono terre in precedenza imperiali. Nell'834, tuttavia, Lotario venne obbligato a fuggire in Italia e l'anno successivo la famiglia fece la pace, ristabilendo Ludovico il Pio sul trono imperiale.
Il 28 febbraio 835 Ludovico venne riconsacrato con una solenne cerimonia nella cattedrale di Metz dal fratellastro, il vescovo Drogone di Metz. Quando Pipino morì nell'838, Ludovico il Pio dichiarò Carlo nuovo re di Aquitania. I nobili, tuttavia, elessero il figlio di Pipino Pipino II. Ludovico il Pio regnò sempre più formalmente, privo di una vera autorità, fino alla sua morte nell'840.
I dissapori tra i fratelli sfociarono in una guerra civile che ebbe termine soltanto nell'843 con il trattato di Verdun, che divise il regno Franco in tre parti, ovvero i nuclei che in seguito divennero Francia e Germania ed Italia. La disputa per il regno di Aquitania non fu risolta completamente fino all'860.

## Matrimoni e discendenza
Dalla prima moglie, Ermengarda di Hesbaye (sposata fra il 794 ed il 798), Ludovico ebbe tre figli e tre figlie:
- Lotario (795-855), re d'Italia dall'818 all'839 ed imperatore dall'840 all'855;
- Pipino, re dei Franchi dall'817 all'838;
- Adelaide (nata verso il 799);
- Rotrude (nata verso l'800), andata sposa a Gerardo, conte d'Alvernia;
- Ildegarda (o Matilde) (nata verso l'802), andata sposa, dopo la morte della sorella Rotrude, a Gerardo, conte d'Alvernia;
- Ludovico, re di Baviera e in seguito re dei Franchi Orientali.

Dalla seconda moglie, Giuditta di Baviera, ebbe un figlio ed una figlia:
- Gisella, andata sposa ad Eberardo del Friuli
- Carlo, re d'Italia ed imperatore dall'875 all'877
- Una eventuale figlia di cui si hanno frammentarie notizie; il fratello, Carlo concordò il suo matrimonio con un esponente della famiglia Udalrichinger.

Dall'amante Teodolinda di Sens, egli ebbe due figli illegittimi:
- Arnolfo di Sens
- Alpais

## Ascendenza
|                     |   |                     | Genitori               |  |  | Nonni |  |  | Bisnonni       |  |  | Trisnonni         |  |
|                     |   |                     |                        |  |  |       |  |  | Carlo Martello |  |  | Pipino di Herstal |  |
|                     |   |                     |                        |  |  |       |  |  | Carlo Martello |  |  | Pipino di Herstal |  |
|                     |   | Alpaïde di Bruyères |                        |  |  |       |  |  | Carlo Martello |  |  |                   |  |
| Pipino il Breve     |   |                     |                        |  |  |       |  |  | Carlo Martello |  |  |                   |  |
|                     |   | Rotrude di Treviri  | Lamberto II di Hesbaye |  |  |       |  |  |                |  |  |                   |  |
|                     |   | Rotrude di Treviri  | Lamberto II di Hesbaye |  |  |       |  |  |                |  |  |                   |  |
|                     |   | Rotrude di Treviri  | Clotilde               |  |  |       |  |  |                |  |  |                   |  |
| Carlo Magno         |   | Rotrude di Treviri  |                        |  |  |       |  |  |                |  |  |                   |  |
|                     |   | Cariberto di Laon   | ?                      |  |  |       |  |  |                |  |  |                   |  |
|                     |   | Cariberto di Laon   | ?                      |  |  |       |  |  |                |  |  |                   |  |
|                     |   | Cariberto di Laon   | Bertrada di Prüm       |  |  |       |  |  |                |  |  |                   |  |
| Bertrada di Laon    |   | Cariberto di Laon   |                        |  |  |       |  |  |                |  |  |                   |  |
|                     |   | Gisella di Laon     | ?                      |  |  |       |  |  |                |  |  |                   |  |
|                     |   | Gisella di Laon     | ?                      |  |  |       |  |  |                |  |  |                   |  |
|                     |   | Gisella di Laon     | ?                      |  |  |       |  |  |                |  |  |                   |  |
| Ludovico il Pio     |   | Gisella di Laon     |                        |  |  |       |  |  |                |  |  |                   |  |
|                     | … | …                   |                        |  |  |       |  |  |                |  |  |                   |  |
|                     | … | …                   |                        |  |  |       |  |  |                |  |  |                   |  |
|                     | … | …                   |                        |  |  |       |  |  |                |  |  |                   |  |
| Geroldo di Vintzgau | … |                     |                        |  |  |       |  |  |                |  |  |                   |  |
|                     |   | …                   | …                      |  |  |       |  |  |                |  |  |                   |  |
|                     |   | …                   | …                      |  |  |       |  |  |                |  |  |                   |  |
|                     |   | …                   | …                      |  |  |       |  |  |                |  |  |                   |  |
| Ildegarda           |   | …                   |                        |  |  |       |  |  |                |  |  |                   |  |
|                     |   | Hnabi               | Huoching               |  |  |       |  |  |                |  |  |                   |  |
|                     |   | Hnabi               | Huoching               |  |  |       |  |  |                |  |  |                   |  |
|                     |   | Hnabi               | …                      |  |  |       |  |  |                |  |  |                   |  |
| Emma d'Alemannia    |   | Hnabi               |                        |  |  |       |  |  |                |  |  |                   |  |
|                     |   | …                   | …                      |  |  |       |  |  |                |  |  |                   |  |
|                     |   | …                   | …                      |  |  |       |  |  |                |  |  |                   |  |
|                     |   | …                   | …                      |  |  |       |  |  |                |  |  |                   |  |
|                     |   | …                   |                        |  |  |       |  |  |                |  |  |                   |  |